# دوبرتشیتسه

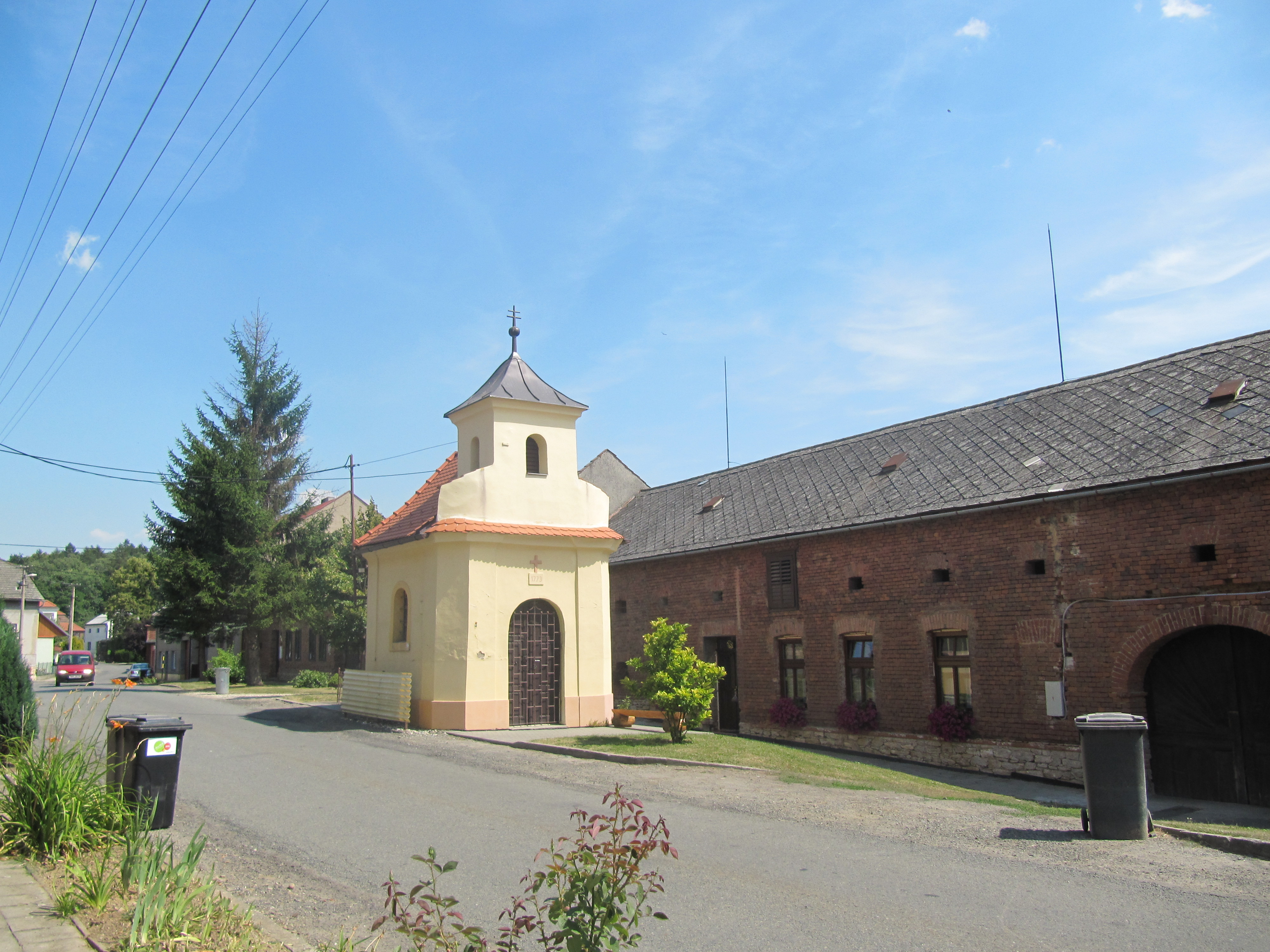
منطقه مسکونی در چک

دوبرتشیتسه (به چکی: Dobrčice) یک منطقهٔ مسکونی در جمهوری چک است که در ناحیه پرروف واقع شده‌است. دوبرتشیتسه ۲٫۲ کیلومتر مربع مساحت و ۱۹۳ نفر جمعیت دارد و ۲۴۳ متر بالاتر از سطح دریا واقع شده‌است.